# Britská akademie filmového a televizního umění
Britská akademie filmového a televizního umění (anglicky The British Academy of Film and Television Arts, BAFTA) je britská organizace, která každoročně udílí ceny za film, televizi, dětský film a média. Organizace byla založena v roce 1947 jako Britská filmová akademie. V roce 1958 se spojila se Společností televizních producentů a režisérů a vytvořily společně Společnost filmu a televize, která byla později v roce 1976 přejmenována na Britskou akademii filmového a televizního umění.
Hlavní sídlo BAFTY je na Piccadilly v Londýně, ale má zároveň i menší sídla v severní Anglii, Skotsku, Walesu, New Yorku a Los Angeles.
Podoba ceny BAFTA je druh divadelní masky navržené americkým sochařem Mici Cunliffem.